# Eqrem Vlora
Eqrem Vlora, emigrációban használt nevén Ekrem Vlora (Avlonya, 1885. december 1. – Bécs, 1964. március 29./30.) oszmán köztisztviselő, albán politikus, diplomata, történész.
Pályafutását az Oszmán Birodalom kormányhivatalnokaként kezdte, 1907-től 1912-ig a konstantinápolyi külügyminisztérium főtisztviselőjeként dolgozott. 1912-től a függetlenné vált Albánia szenátusának tagja és elnöke volt. 1924-től Amet Zogu államfő és uralkodó politikáját szolgálta, hazája diplomáciai képviselője volt több országban, támogatta Olaszország és Albánia politikai-gazdasági kapcsolatainak megerősítését. Hazája 1939. áprilisi olasz megszállásakor üdvözölte a fasiszta államszervezetet, 1942–1943-ban a felszabadított területek (ti. Koszovó) minisztere és művelődési tárcavezető volt. 1944-ben rövid ideig külügy- és igazságügy-miniszterként tevékenykedett. 1944 után emigrációban élt. A 20. század eleji albán történelemhez fontos adalékokkal szolgálnak memoárkötetei.

## Életútja
A dél-albániai Avlonya (ma Vlora) városában született, az egyik legnagyobb helyi muszlim földbirtokos család sarjaként, Syrja Vlora (1860–1940) politikus, diplomata és Mihrie Toptani fiúgyermekeként. Szűkebb családjának tagjai közé tartozott nagybátyja, Mehmed Ferid pasa (albán nevén Ferit Vlora), aki 1903-tól 1908-ig az Oszmán Birodalom nagyvezírje volt. Ismail Qemali, „az albán nemzet atyja”, 1912-től az első albán kormány miniszterelnöke apjának unokatestvére, azaz Vlora dédnagybátyja volt.
Elemi tanulmányait szülővárosában, a Vlora-háznál dolgozó német és török magántanítók segítségével végezte, majd 1899-től 1903-ig a bécsi Collegium Theresianum növendéke volt. Az osztrák fővárosban az albán emigráció tagjaival megismerkedve támadt fel érdeklődése az albán nemzeti kérdések iránt, állandó levelezésben állt Faik Konicával, valamint kapcsolatban volt több, a későbbi években albán trónvárományosként fellépő személyiséggel (Juan Pedro Aladro y Kastriota, Albert Ghica és mások).

### Oszmán közhivatalnoki pályafutása
1903 őszétől 1906-ig a konstantinápolyi Oszmán Egyetemen folytatott jogi és iszlám teológiai tanulmányokat. Nagybátyja, a nagyvezíri méltóságra emelt Ferid pasa közbenjárásának köszönhetően már diákként titkári állást kapott az oszmán külügyminisztérium jogi osztályán. 1904 júniusától tagja volt annak a kormánybizottságnak, amely a Hejaz vasútvonal Damaszkusz és Maán közötti vonalának kivitelezéséért volt felelős. Ebben az időszakban munkájából kifolyólag Szíria, Libanon, Palesztina és Jordánia különböző városaiban tartózkodott.
1905-ben hosszabb közel-keleti utazásra indult, amelynek során megfordult Egyiptomban, Akabában, Ománban, Kuvaitban, sőt, Karacsiba is eljutott. Ezt követően a Francia Riviérára, Cannes-ba és Nizzába kísérte el húgait gyógykezelésükre, majd kisebb 1906-os albániai kitérő után 1907 januárjában visszatért Konstantinápolyba. A külügyminisztériumban folytatta a közhivatalnoki munkát, először harmadtitkári, 1909-től másodtitkári, 1911–1912-ben pedig első titkári rangban volt a tárca jogi tanácsosa. Köztisztviselői pályájával párhuzamosan az 1908-as ifjútörök forradalom után a Konstantinápolyban megszervezett albán kör, a Bashkimi (’Egység’) alapító tagja lett, majd részt vett az egységes albán ábécé kérdésében döntő 1908. novemberi manasztiri kongresszuson. A következő években több európai utazást tett, és az ifjútörök eszméktől eltávolodva egyre aktívabbnak mutatkozott az albán függetlenségi törekvésekben.

### Albániai politikai pályafutása
1912 őszén apjával, Syrja Vlorával egy albán nemzetgyűlés megszervezésén fáradoztak, előbb Vlorában, majd Tiranában. Céljuk az volt, hogy az albán lakta területek feldarabolódását megelőzve kikiáltsák Albánia függetlenségét. Hogy az Osztrák–Magyar Monarchia támogatását elnyerjék, Eqrem Vlora Bécsben tárgyalásokat is folytatott Leopold von Berchtold külügyminiszterrel és Franz Conrad von Hötzendorf vezérkari főnökkel, kísérletük azonban kudarcot vallott (bővebben: Albán függetlenségi próbálkozások 1912 őszén). Az első Balkán-háború 1912. októberi kitörése után novembertől Vlora önkéntes alakulatokat toborzott, és parancsnokukként harcolt a Himara vidékére támadó Görögország hadserege ellen.
Miután 1912. november 28-án a vlorai nemzetgyűlésen kikiáltották Albánia függetlenségét, Vlora kényszerűségből feladta Himara védelmét, és a kialakult helyzethez alkalmazkodva támogatta dédnagybátyja, Ismail Qemali nemzeti kormányát. Az első albán törvényalkotó testület, a tizennyolc tagú Szenátus vagy Vének Tanácsa (Pleqësia) alelnöke lett, 1913–1914-ben pedig elnökként irányította a testület munkáját. Vlora – Nikollë Kaçorri és Murat Toptani támogatásával – Qemali belső ellenzékének tagja lett, viszonyuk feszültnek volt mondható. Qemali 1913 januárjában azzal is megvádolta dédunokaöccsét, hogy ő vágta el a vlorai tenger alatti távírókábeleket, ezt azonban Vlora nyomozása cáfolta. Amikor 1912 decemberétől a londoni nagyköveti konferencia nagyhatalmi tárgyalói a független Albánia vázlatos alkotmányát készítették elő, Syrja és Eqrem Vlora is megírta és a nagyhatalmakhoz eljuttatta statútumtervezetét (bővebben: Syrja Vlora statútumtervezete). 1913 júniusától több politikustársával Rómában és Bécsben járt diplomáciai misszión, hogy a görögök által elfoglalt dél-albániai területeken a muszlim lakosságot ért atrocitások ellen szót emeljenek.
1914. február 21-én tagja volt annak az Esat Toptani vezette küldöttségnek, amely az Albán Fejedelemség uralkodójául kijelölt Vilmos fejedelemnek felajánlotta az albán koronát. 1914 márciusától először Vilmos fejedelem berlini képviselője, majd a Turhan Përmeti miniszterelnök által irányított külügyminisztérium főtitkára lett. Miután a fejedelem uralma 1914 szeptemberében összeomlott, Vlora előbb Athénba távozott, majd Korfuban telepedett le. 1916 márciusában egy olaszországi útja során a hatóságok letartóztatták, és Cagliariba internálták. Az Olaszország és az Osztrák–Magyar Monarchia között lezajlott fogolycsere keretében később Bécsbe került.
1924-től 1925-ig az albán nemzetgyűlés tagjaként a konzervatív frakcióban politizált. 1925-ben rövid időre a felsőház, a szenátus tagja lett, de csakhamar lemondott mandátumáról. A későbbiekben az Albánia és Olaszország közötti politikai-gazdasági kapcsolatok fejlesztését propagálta, az 1930-as évek elején támogatta a két ország vámuniójára tett javaslatot is. Időnként feszült, de alapvetően jó viszonyban állt az országban politikai hatalmát konszolidáló Amet Zoguval, aki 1928-tól I. Zogu néven Albánia királya lett. Vlora 1928 márciusától Albánia londoni és párizsi, majd 1929-től 1930-ig athéni meghatalmazott követe volt. 1933-tól a külügyminisztérium politikai főosztályát vezette, 1934-től 1937-ig pedig a tárca főtitkári tisztségét látta el. 1936-ban már készülődtek berlini nagyköveti kinevezésére, de végül az 1937-es nemzetgyűlési választásokon indult képviselőjelöltként, és 1939-ig ismét parlamenti képviselő volt.
Vlora üdvözölte Albánia 1939. április 7-ei olasz megszállását, és támogatta Shefqet Vërlacinak a fasisztákkal kollaboráló kabinetjét. 1939 áprilisában ismét a berlini nagyköveti misszió várományosa lett, de a megszálló hatóságok azelőtt megszüntették az önálló albán külügyminisztériumot, hogy Vlora elfoglalhatta volna állomáshelyét. 1939-től 1940-ig a fasiszta államtanács munkájában vett részt, 1940-től 1941-ig pedig Francesco Jacomoni királyi helytartó mellett a ceremóniafőnöki feladatokat látta el. Ezzel párhuzamosan 1940-től 1944-ig alapító tagja volt az olasz bábáskodás mellett létrehozott Királyi Albanológiai Intézetnek.
Mustafa Kruja kormányában 1942. május 7-étől a felszabadított területek minisztere, ezzel párhuzamosan 1942. november 4-étől nemzeti kulturális miniszter volt a kabinet 1943. január 4-ei feloszlásáig. Fiqri Dine kormányában 1944. július 18-a és augusztus 28-a között  – ekkor Albánia már német megszállás alatt állt – ő vezette a külügyi tárcát, ezzel párhuzamosan ügyvivőként az igazságügy-miniszteri feladatokat is ellátta. A háború utolsó éveiben a Nemzeti Front politikai tevékenységét támogatta.

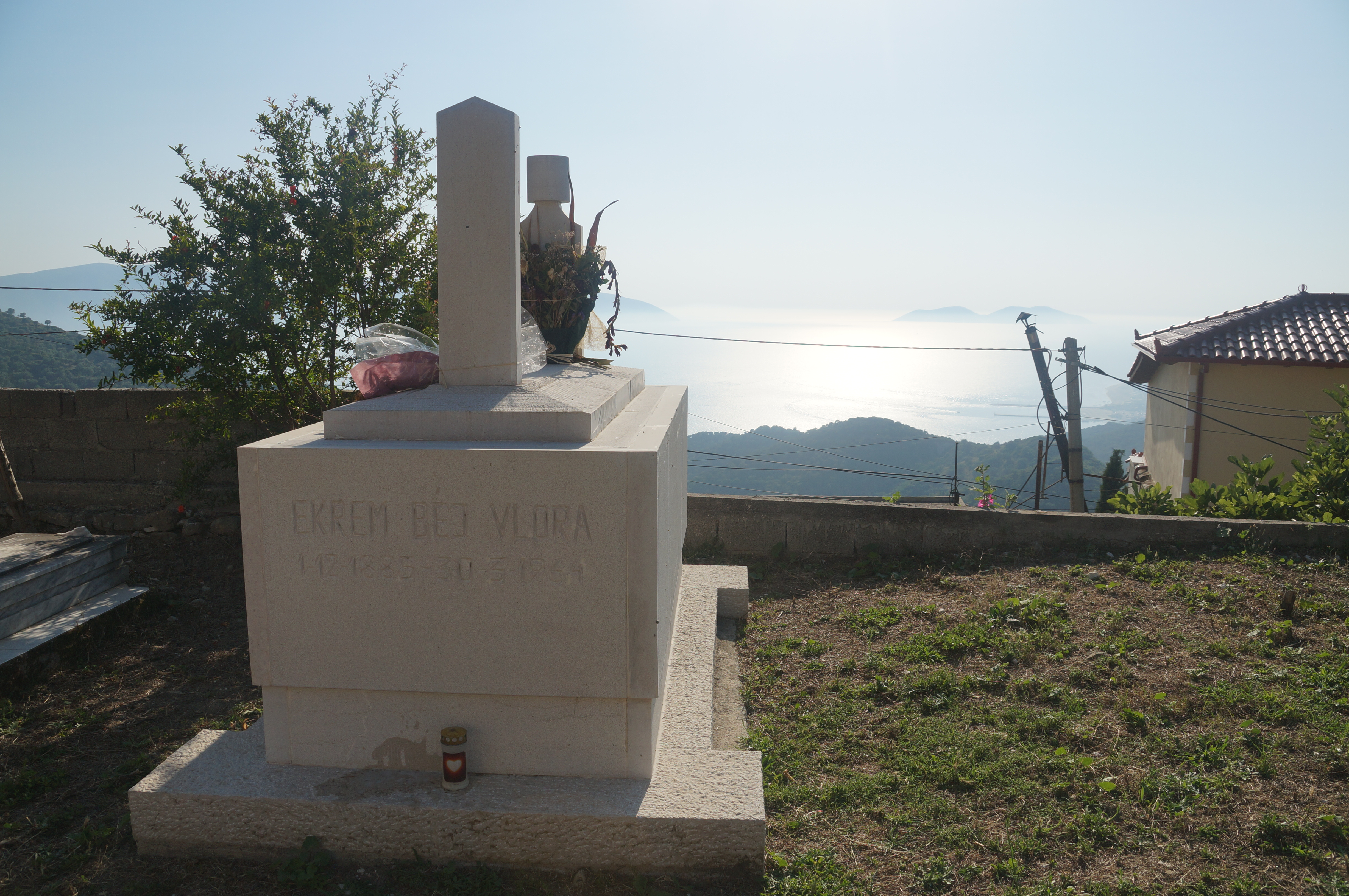
Vlora kaninai sírja

A kommunista hatalomátvétel elől menekülve 1944. november 10-én elhagyta az országot. Rómában részt vett a Független Nemzeti Tömörülés nevű emigráns szervezet megalapításában, amelynek 1952-ben elnöke lett. Bécsben hunyt el, a bécsi Neustift am Walde temetőjében helyezték örök nyugalomra. Később hamvait hazavitték Albániába, és a Vlora melletti Kaninában újratemették.

## Történészi munkássága
Az emigráció évei során Vlora szívesen foglalkozott hazája és népe múltjával. Marie Amelie von Godin német aktivistával, albanológussal – akivel 1908 óta szoros kapcsolatban álltak – közösen lefordították az albán népi jogszokások gyűjteményének, Lekë Dukagjini kanunjának szövegeit németre. Ugyancsak közös munkájuk az az 1200 oldalas történeti monográfia, amely Albánia oszmán uralom alatti évszázadainak történetét foglalja össze, és végül 1956-ban jelent meg Beiträge zur Geschichte der Türkenherrschaft in Albanien: Eine historische Skizze címen. Vlora kiemelkedő írása, hagyatéka német nyelvű memoárja, amely a 20. század eleji albán történelem eseményeibe nyújt betekintést a szemtanú és a résztvevő szemszögéből. Emlékiratai csak halálát követően jelentek meg két kötetben, Lebenserinnerungen címmel (München, 1968–1973). Említésre méltó ezek mellett másik történeti munkája, amely Aus Berat und vom Tomor: Tagebuchblätter címen 1911-ben jelent meg Szarajevóban.
Régészeti gyűjteményének darabjait ma a vlorai Történeti Múzeumban őrzik.